# Mi senti
Mi senti è un EP della cantante irlandese Róisín Murphy, pubblicato il 26 maggio 2014.
Contiene cinque cover di note canzoni italiane, più un brano inedito. Gli arrangiamenti sono della stessa artista e del marito Sebastiano Properzi.

## Tracce
1. Ancora ancora ancora (Mina cover) (Malgioglio-Felisatti) – 5:37
2. Pensiero stupendo (Patty Pravo cover) (Fossati-Prudente) – 4:11
3. Ancora tu (Lucio Battisti cover) (Mogol-Battisti) – 5:07
4. In sintesi (inedito) (Murphy-Properzi) – 5:04
5. Non credere (Mina cover) (Mogol, Ascri-Soffici) – 4:77
6. La gatta (Gino Paoli cover) (Paoli) – 3:29